# Férfi műkorcsolya különleges figurák az 1908. évi nyári olimpiai játékokon
Az 1908. évi nyári olimpiai játékokon a műkorcsolya férfi különleges figurák versenyszámát október 29-én rendezték Knightsbridge-ben. A versenyen hárman vettek részt. Az aranyérmet az orosz Nyikolaj Panyin-Kolomenkin nyerte meg.

## Végeredmény
Öt bíró pontozta a versenyzőket. A pontok alapján a bírók mindegyikénél külön-külön kialakult egy sorrend, ez egy helyezési pontszámot is jelentett. A végeredmény a következő kritériumok alapján alakult ki:
1. „Többségi helyezések száma”. Az a versenyző végzett előrébb, akit a bírók többsége előrébb rangsorolt. A bírók többsége azt jelentette, hogy a legjobb 2 helyezést adó bíró helyezési pontszámait vették figyelembe, de ha a 2. bíró helyezésével még volt azonos helyezés, akkor az(oka)t is figyelembe vették. Ezt az adatot tartalmazza az oszlop. (Pl. a „5×2+” azt jelenti, hogy a versenyző 5 bírónál az első 2 hely valamelyikén végzett.)
2. „Többségi helyezések összege” (a figyelembe vett bírók helyezési pontszámainak összege)
3. „Helyezések összege” (az összes bíró helyezési pontszámainak összege)

| Helyezés | Versenyző                  | Nemzet               | Helyezési pontszámok bírónként | Helyezési pontszámok bírónként | Helyezési pontszámok bírónként | Helyezési pontszámok bírónként | Helyezési pontszámok bírónként | Több. hely. száma | Hely. össz. | Pont  |
| Helyezés | Versenyző                  | Nemzet               | 1                              | 2                              | 3                              | 4                              | 5                              | Több. hely. száma | Hely. össz. | Pont  |
| -------- | -------------------------- | -------------------- | ------------------------------ | ------------------------------ | ------------------------------ | ------------------------------ | ------------------------------ | ----------------- | ----------- | ----- |
| Arany    | Nyikolaj Panyin-Kolomenkin | Oroszország (RUS)    | 1,0                            | 1,0                            | 1,0                            | 1,0                            | 1,0                            | 5×1+              | 5,0         | 219,0 |
| Ezüst    | Arthur Cumming             | Nagy-Britannia (GBR) | 2,0                            | 2,0                            | 2,0                            | 2,0                            | 2,0                            | 5×2+              | 10,0        | 164,0 |
| Bronz    | Geoffrey Hall-Say          | Nagy-Britannia (GBR) | 3,0                            | 3,0                            | 3,0                            | 3,0                            | 3,0                            | 5×3+              | 15,0        | 104,0 |